# 브랜든 브라운
브랜든 브라운(영어: Brandon Brown, 1985년 1월 14일 ~ )은 서울 SK 나이츠 소속 농구 선수이다.

## 선수 경력

### 인천 전자랜드 엘리펀츠시절
아넷 몰트리 대체 선수로 합류해 49경기 평균 32분 52초 23.2초 11.7 리바운드 1.7 블록슛을 기록했다.

### 전주 KCC 이지스시절
2018-2019 시즌 54경기 전 경기에 출장해 평균 35분 23초를 뛰며 25.4점 7.8 리바운드를 기록했다.
여담이지만 시즌 도중에 전년도 팀 전자랜드로 찰스 로드가 대체 선수로 가게 되면서 묘하게 트레이드 비슷한 상황처럼 전개되었다.

### 안양 KGC 인삼공사시절
2019-20시즌을 앞두고 안양 KGC인삼공사의 새 외국인선수로 합류하였다.브라운으로서는 전자랜드 KCC에 이은 3번째팀이다.
시즌 시작후 오세근과 함께 팀의 득점을 책임지고 있다.다만 자유투에 기복이 심한 편이다.
수원 KT 소닉붐 시절
10월 29일 이그부누의 대체선수로 영입하였다.
서울 SK 나이츠 시절
그러다 2022년 3월 12일 햄스트링 부상으로 결장이 불가피한 자밀 워니의 대체 선수로 영입되었다.